# Adalberto de León Soto
Adalberto de León Soto (Salcajá, 19 de abril de 1919 - París, 14 de junio de 1957) fue un escultor, dibujante, grabador y ceramista guatemalteco.

## Trayectoria
Nació en la población de Salcajá, municipio del departamento de Quetzaltenango, República de Guatemala, el 19 de abril de 1919. Su carrera artística comenzó como autodidacta. Por algún tiempo trabajó con el escultor Rodolfo Galeotti Torres en Quetzaltenango y San Marcos.  
En 1943 se radicó en la capital guatemalteca, en  donde trabajó en la decoración del Palacio Nacional, hizo la escultura de doña Dolores Bedoya de Molina y luego realizó varias obras en yeso y en piedra, de las cuales las más importantes son abstractas. Participó en varias exposiciones colectivas y presentó una individual en los salones del Hotel Panamericano. Ganó varios premios locales. 
En 1949 se trasladó a Europa y fijó su residencia en París. Ese mismo año presentó en  esa ciudad su primera exposición en compañía del recordado pintor guatemalteco Arturo Martínez, la cual fue organizada por la Sede de la Unesco bajo el nombre de "Exposition d'oeuvres d'artistes latino-américains". En 1954 expuso una "Maternidad" en el salón 'Jeune Peinture' en la Galerie Le Soleil dans la Tête.  En la "Galerie Roc-Maria", durante una exposición organizada por Gio Colucci, presentó varias obras en mármol, piedra y madera, al lado de pinturas de Juan Gris, Maurice Utrillo, Matisse, Renoir y Braque. En ese mismo año en la "Galerie R. J. Romeo et Juliette" expuso con Harriman esculturas y cerámicas. 
Fue discípulo de Etienne Martin, director del Comité de la "Jeune Sculpture", luego de lo cual expuso en el museo de Antonio Bourdelle. Al mismo tiempo asistió a la Academia de "La Grand Chaumière". En la "Librerie-Galerie Plein Vent" y en la "Galerie de Soleil dans la Tête" expuso una 
serie de litografías. Estas litografías se referían a unos poemas del escultor francés René Coutelle. En esa oportunidad también fueron expuestas algunas de sus esculturas y cerámicas. En 1956 inició estudios de joyería con Dot. En los primeros meses de 1957 expuso esculturas y cerámicas en el Palacio de Tokio. 
Su última exposición tuvo lugar durante la primera quincena de junio de 1956 en "La Maison d'art le Parthénon", la cual ya no vio clausurada. Adalberto de León Soto murió en París el 14 de junio de 1957. Las obras de su última exposición realizada en "La Maison d'art le Parthenon", fueron entregadas a la Embajada de Guatemala. Fue autor de un célebre busto de Miguel Ángel Asturias.

## Matrimonio y descendencia
Casado con Fantina Rodríguez Padilla tuvo cinco hijos, entre los que se cuentan los pintores Zipacná de León e Iván de León Rodríguez, uno de sus nietos, Jorge de León, también se dedica al arte.

## Obras
- Arrullo, Nudo, Escultura Abstracta
- Cabeza de Miguel Ángel Asturias (París, 1954)
- Maternidad, Olvido y Abrazo (1983)